# Lisbet Stuer-Lauridsen
Lisbet Stuer-Lauridsen (* 22. September 1968 in Virum) ist eine ehemalige dänische Badmintonspielerin. Thomas Stuer-Lauridsen ist ihr Bruder.

## Karriere
Lisbet Stuer-Lauridsen nahm 1992 und 1996 an Olympia teil, wo sie Neunte und Fünfte wurde. 1996 gewann sie den Europameistertitel im Damendoppel mit Marlene Thomsen. 1992 und 1994 hatte sie sich mit Silber bei der EM begnügen müssen. Bei der Weltmeisterschaft 1993 gewann sie Bronze im Doppel mit Lotte Olsen. 

## Sportliche Erfolge
| Saison    | Veranstaltung                                    | Disziplin   | Platz | Name                                                              |
| --------- | ------------------------------------------------ | ----------- | ----- | ----------------------------------------------------------------- |
| 1980/1981 | Dänemark: Einzelmeisterschaften der Junioren U13 | Dameneinzel | 1     | Lisbet Stuer-Lauridsen, Lillerød                                  |
| 1980/1981 | Dänemark: Einzelmeisterschaften der Junioren U13 | Damendoppel | 1     | Lisbet Stuer-Lauridsen / Charlotte Madsen, Lillerød               |
| 1982/1983 | Dänemark: Einzelmeisterschaften der Junioren U15 | Damendoppel | 1     | Lisbet Stuer-Lauridsen / Charlotte Madsen, Lillerød               |
| 1982/1983 | Dänemark: Einzelmeisterschaften der Junioren U15 | Dameneinzel | 1     | Lisbet Stuer-Lauridsen, Lillerød                                  |
| 1983/1984 | Dänemark: Einzelmeisterschaften der Junioren U17 | Dameneinzel | 1     | Lisbet Stuer-Lauridsen, Lillerød                                  |
| 1983/1984 | Dänemark: Einzelmeisterschaften der Junioren U17 | Damendoppel | 1     | Lisbet Stuer-Lauridsen / Charlotte Madsen, Lillerød               |
| 1984/1985 | Dänemark: Einzelmeisterschaften                  | Dameneinzel | 1     | Lisbet Stuer-Lauridsen, Gentofte BK                               |
| 1985      | Europameisterschaft der Junioren                 | Dameneinzel | 1     | Lisbet Stuer Lauridsen                                            |
| 1985      | Europameisterschaft der Junioren                 | Damendoppel | 1     | Lisbet Stuer Lauridsen / Lotte Olsen                              |
| 1990      | Niederlande: Internationale Meisterschaften      | Damendoppel | 1     | Lisbeth Stuer-Lauridsen / Nettie Nielsen                          |
| 1992      | Amor International                               | Damendoppel | 1     | Lisbeth Stuer-Lauridsen / Marlene Thomsen                         |
| 1992      | Finnish International                            | Damendoppel | 1     | Lisbeth Stuer-Lauridsen / Marlene Thomsen                         |
| 1992/1993 | Dänemark: Einzelmeisterschaften                  | Damendoppel | 1     | Grete Mogensen, Herning / Lisbet Stuer-Lauridsen, Lillerød        |
| 1993      | Weltmeisterschaft                                | Damendoppel | 3     | Lotte Olsen / Lisbet Stuer-Lauridsen                              |
| 1993      | Schottland: Internationale Meisterschaften       | Damendoppel | 1     | Lotte Olsen / Lisbet Stuer Lauridsen                              |
| 1993/1994 | Dänemark: Einzelmeisterschaften                  | Damendoppel | 1     | Lisbet Stuer-Lauridsen, Lillerød / Lotte Olsen, Kastrup-Magleby   |
| 1993/1994 | Dänemark: Internationale Meisterschaften         | Damendoppel | 1     | Lisbet Stuer-Lauridsen / Lotte Olsen                              |
| 1994      | Swiss Open                                       | Damendoppel | 1     | Lisbeth Stuer Lauridsen / Lotte Olsen                             |
| 1995/1996 | Dänemark: Einzelmeisterschaften                  | Damendoppel | 1     | Lisbet Stuer-Lauridsen, Gentofte / Marlene Thomsen, Skovshoved IF |
| 1995/1996 | Dänemark: Internationale Meisterschaften         | Damendoppel | 1     | Lisbet Stuer-Lauridsen / Marlene Thomsen                          |
| 1996      | Swiss Open                                       | Damendoppel | 1     | Lisbet Stuer Lauridsen / Marlene Thomsen                          |
| 1996      | Europameisterschaft                              | Damendoppel | 1     | Lisbet Stuer-Lauridsen / Marlene Thomsen                          |
| 1996/1997 | Dänemark: Einzelmeisterschaften                  | Damendoppel | 1     | Lisbet Stuer-Lauridsen, Gentofte / Marlene Thomsen, Skovshoved IF |
| 1996/1997 | Deutschland: Internationale Meisterschaften      | Damendoppel | 2     | Marlene Thomsen / Lisbet Stuer-Lauridsen                          |
| 1997      | Japan Open                                       | Damendoppel | 3     | Marlene Thomsen / Lisbet Stuer-Lauridsen                          |
| 1997      | Indonesian Open                                  | Damendoppel | 3     | Marlene Thomsen / Lisbet Stuer-Lauridsen                          |